# イスラエル・ウェポン・インダストリーズ
イスラエル・ウェポン・インダストリーズ (Israel Weapon Industries, IWI)は、イスラエル・ミリタリー・インダストリーズのマーゲン地区部門を前身とする、イスラエルの銃器メーカーである。
1993年に設立され、イスラエルが所有していたが、2005年に小火器部門が民営化され、IWIに改名された。
知名度と軍用火器シェアは、世界的にも最高峰のメーカー。1950年代には、UZI を1000万丁以上を売り上げたことにより、何十億ドルもの利益を会社にもたらし、マーゲン部門は全世界に名を轟かせた。軍への納入で知られているものとしては、ネゲヴ軽機関銃、ガリル突撃銃、タボール突撃銃、DAN .338狙撃銃などがある。
IWIが開発、製造する銃器は世界中の軍、法執行機関で採用されている。

## 製造拠点

### ラマト・ハシャロン
何十年もの間、IWIとその前身であるIsraeli Military Industriesのマーゲン部門は、ラマト・ハシャロンで武器を製造していた。工場は長年に渡り、ラマト・ハシャロンの重要な工業施設だとみなされていた。2017年、IWIはキルヤット・ガトにおける新しい工場の建設を発表、2020年までに生産拠点を移転するとしている。キルヤット・ガトの新しい工場の建設費は1.8億NISで、組み立てラインには560名のフルタイム労働者と技術者を雇用する。

### 国外
IWIは、地域の市場に供給する銃を製造するため、国外にも工場を所有している。インドでは、Punj Lloydとの共同生産工場を設立しており(プラントの49%をIWIが、51%をPunj Lloydが所有)、これはインド初の民間小火器製造プラントとなる見込み。工場はインド軍向けに火器を製造することになる。IWIは2017年の声明で、その地域のインド軍からの2億～3億ドルの入札が予想されるとしている。

## 製品
IWIの製品には、UZI、ジェリコ、バラク、ネゲヴ、ガリル、タボール などがある。ガリルはコンパクトな突撃銃、ネゲヴはIWIの主要な軽機関銃、ジェリコ941は自動拳銃、タボールはブルパップ式の突撃銃である。
1980年代、IWIはアメリカの銃器設計企業との間に、マグナム弾(.44 マグナム、 .357 マグナム、.50 AE)に対応する自動拳銃の再設計と製造に関する契約を結ぶ。その結果生まれたものが、デザートイーグルである。

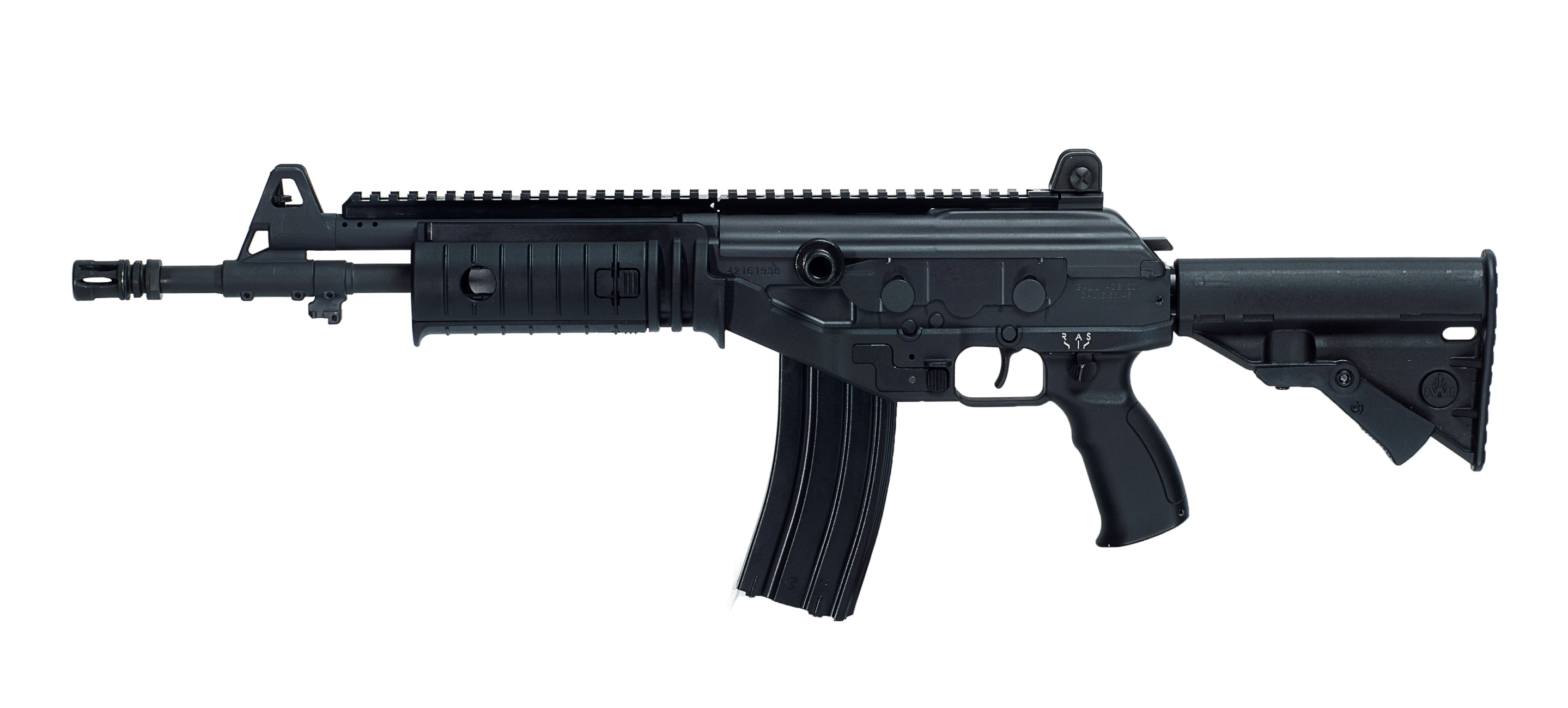
ガリルACE（英語版）
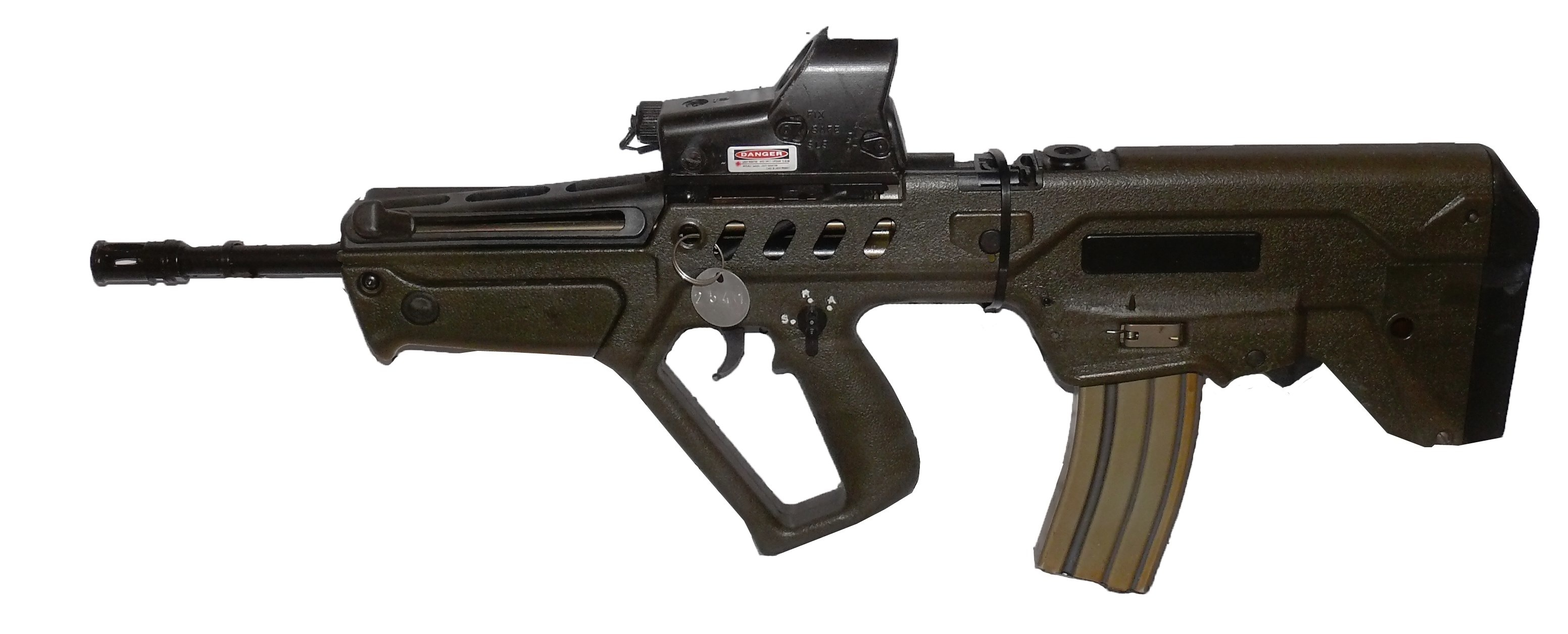
タボール
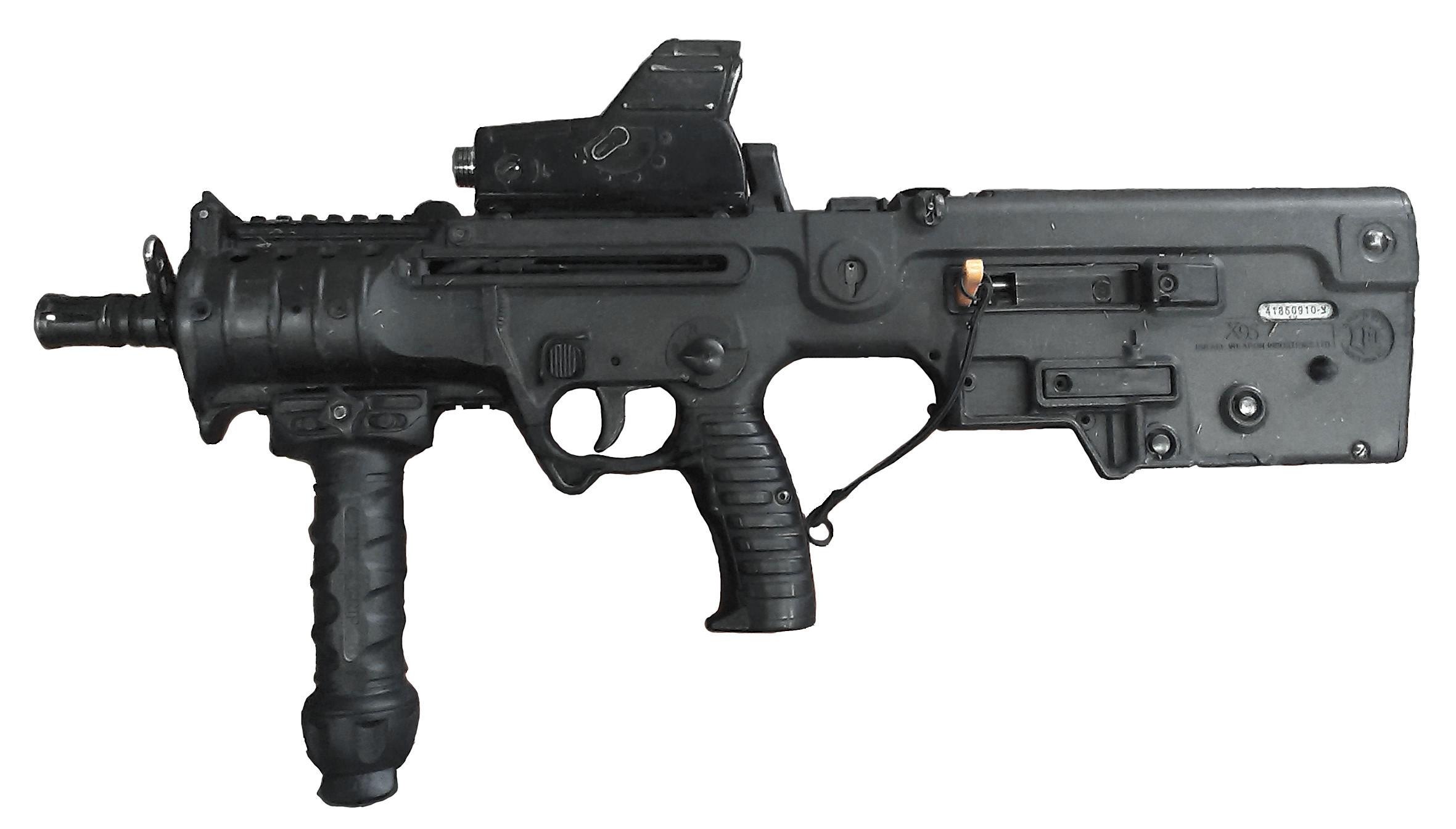
タボールX95（英語版）
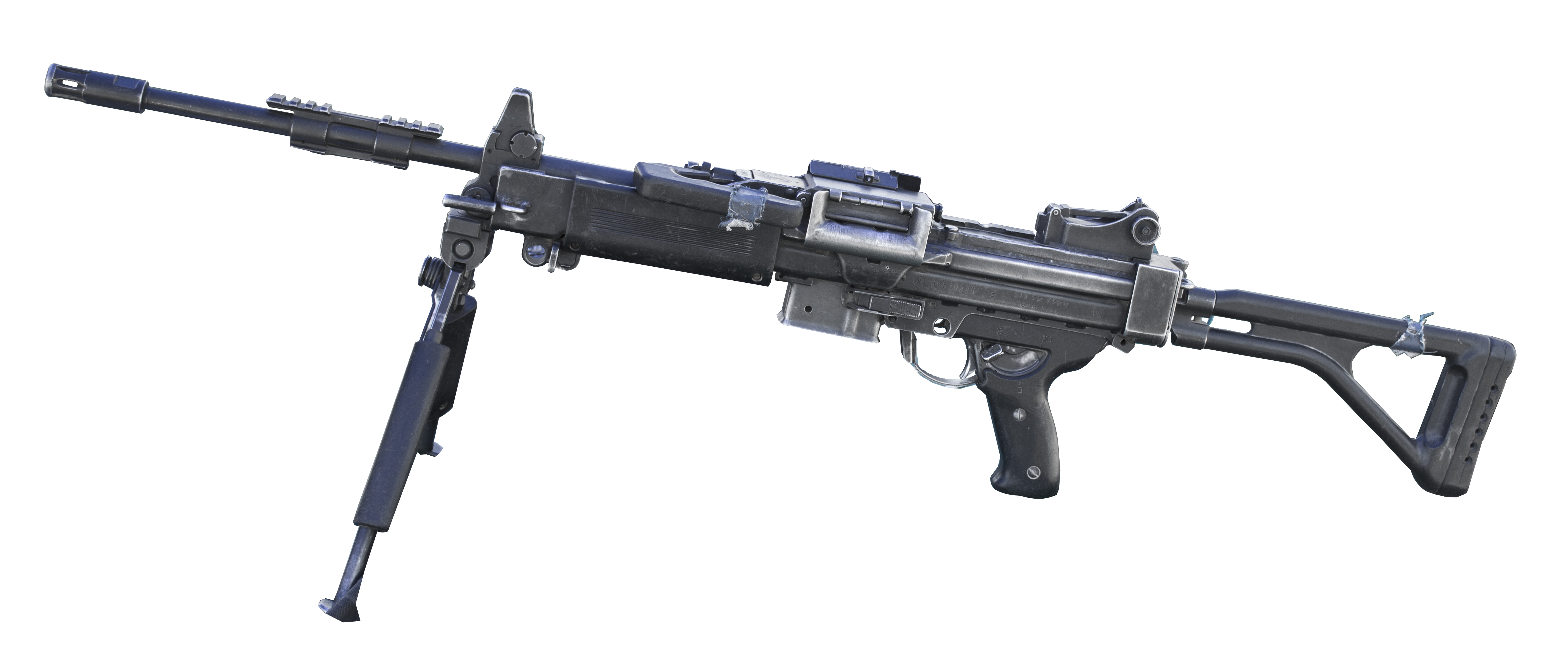
IWI ネゲヴ
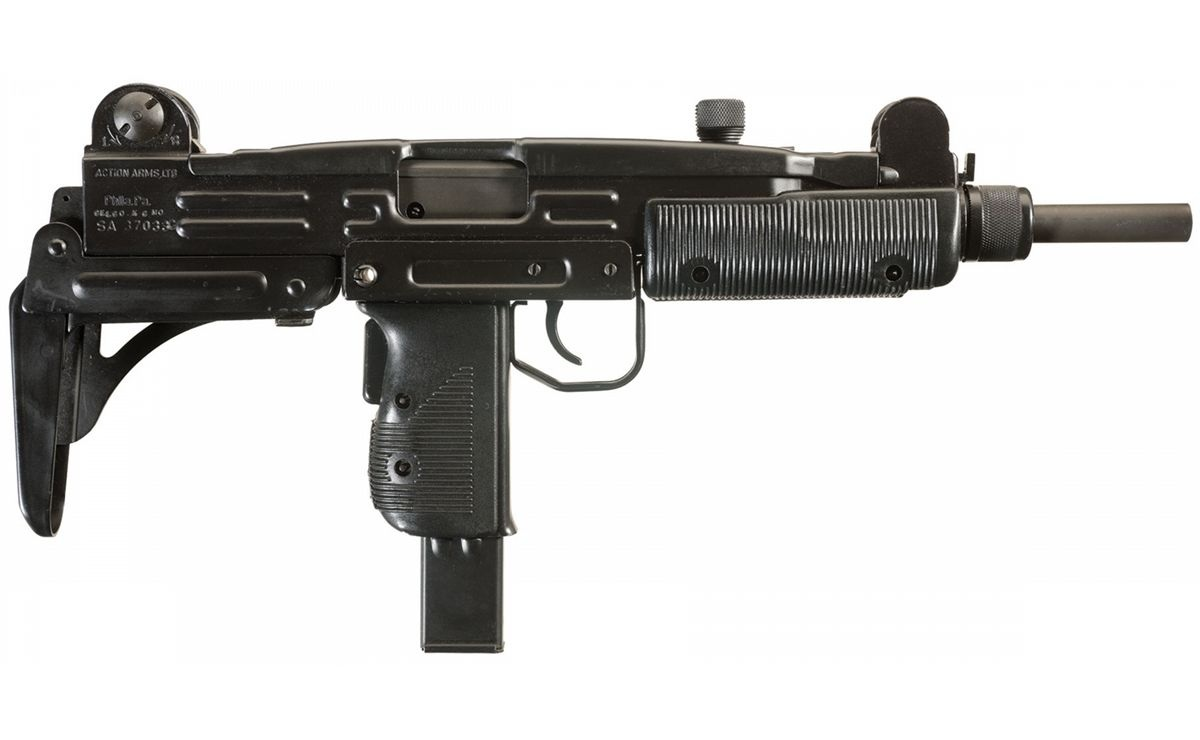
UZI
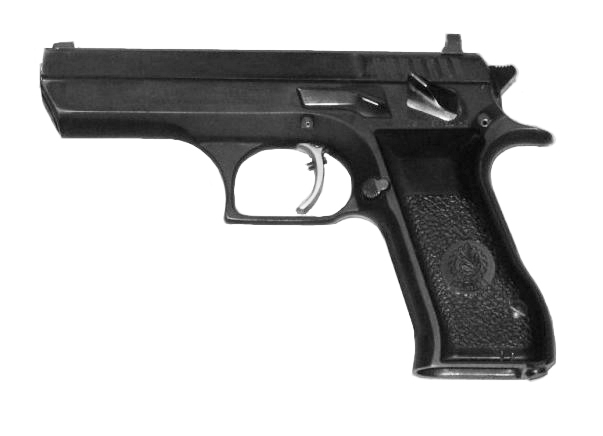
ジェリコ941
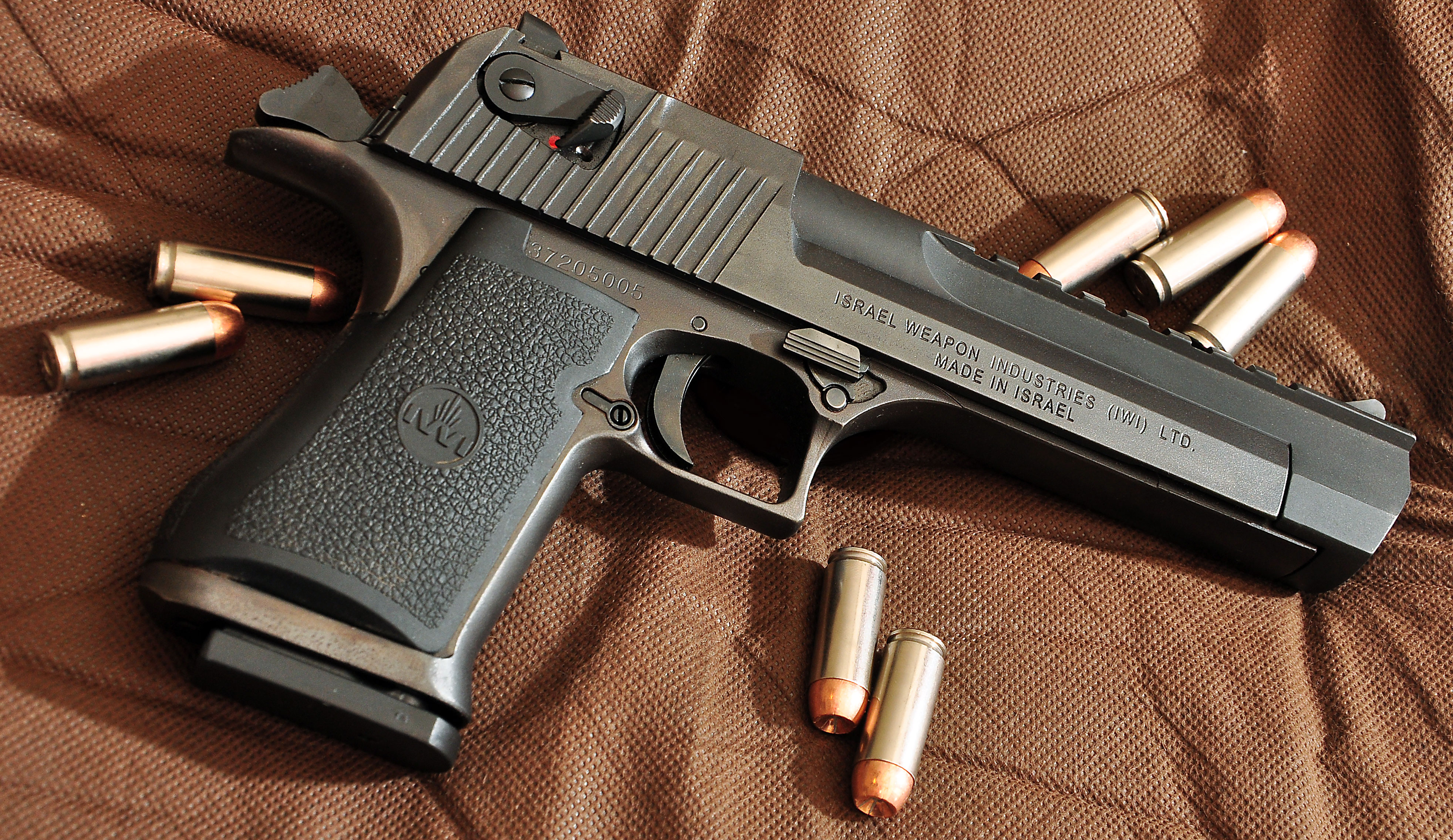
デザートイーグル
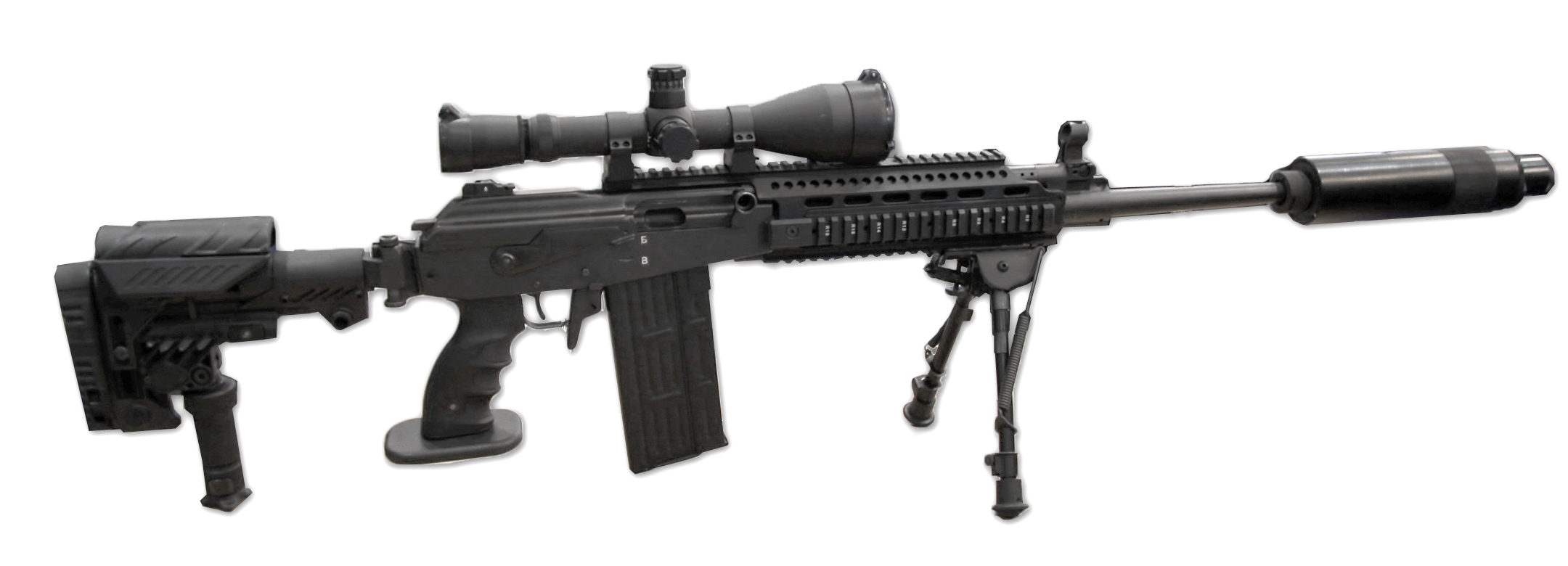
ガリル・スナイパー

### 狙撃銃
2014年、IWIはIWI DAN .338狙撃銃を発表。 本銃は軽さ、運びやすさを念頭に設計されている。筐体はアルミ合金で作られ、深めにフルートされたフリーフローティングバレルは737mm。重量はマガジン、弾薬、スコープを装着せずに6.9 Kg 。ボルトアクション方式の本狙撃銃は.338ラプア・マグナム弾に対応し、1200mの有効射程とサブMOA精度を持つ。
2014年、IWIのDAN .338 狙撃銃はイギリス陸軍の特殊部隊SAS の新狙撃銃として採用された。SASは、本狙撃銃をシリアやイラクでのISIS指揮官掃討に使用している。

## 警備訓練
IWIは、資産や重要人物保護のために警備訓練や対テロ訓練を必要とするイスラエル国民や国外の企業に対して、訓練を実施している。また、ニューヨーク市のニューヨークメトロポリタンカレッジ(MCNY)と提携し、講義形式による行政機関、危機管理、国土安全保障の修士課程教育も行っている。